# Cosimo Damiano Lanza

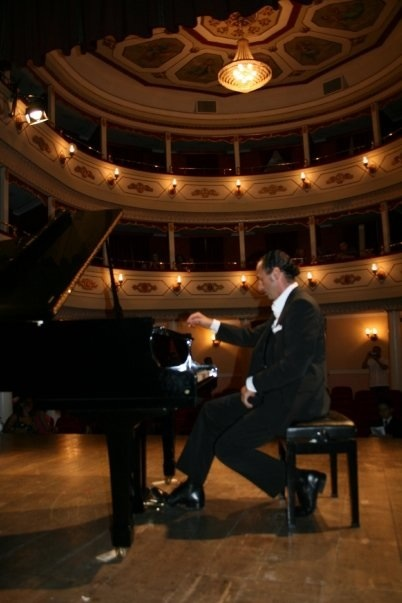
Cosimo Damiano Lanza
(1962) pianist, clavecinistă și compozitor italian

Cosimo Damiano Lanza (12 aprilie 1962 in Leporano) este un pianist, clavecinistă și compozitor italian.

## Biografie
Lanza s-a născut în Leporano, aproape Taranto, a studiat pianul cu Michele Marvulli și Jorg Demus, și a studiat clavecin cu Pierre Hantai și Christopher Steinbridge.
Lanza este renumit ca interpret al muzicii lui Bach, Chopin, Schumann și a unor compozitori moderni ca Luigi Dallapiccola, Luciano Berio, Karlheinz Stockhausen, John Cage.
Lanza face regulat turnee de Master Class în Europa, America.
Din 1996, Lanza devine profesor de pian la școala de muzică Accademia Musicale Mediterranea de Taranto și Roma.
Tot aici predă un master-class permanent pentru absolvenții secției de pian, în vederea specializării în domeniul.
Lanza a fost invitat pentru a da cursuri de master:
- 2004 Brigham Young University – Salt Lake City - USA
- 2008 Internazionale Musikschule - München - Germania
- 2005 Conservatorul de Murcia – Spania
- 2004 Conservatorul de Gap - Franța

în Italia:
- 1996 Accademia Umbra a Perugia
- 2007 Teatro di Sirolo - Ancona
- 2011 Accademia Musicale Europea - Napoli
- 2013 Conservatorio Tchaikovsky - Nocera Terinese
- 2013 Accademia Internazionale delle Arti - Roma
- 2014 Università degli Studi Suor Orsola Benincasa - Napoli

Lanza este Director Artistic al International Music Competition for Youth Dinu Lipatti alla Accademia di Romania din Roma.

## Premii
- 2010 Medalia de Bronz a Președintelui Republicii Giorgio Napolitano pentru merit artistic.
- 2009 Premio Saturo de Argint pentru art.
- 2008 Premio Tebaide de Italia.